# Pseudomops piceus
Pseudomops piceus es una especie de cucaracha del género Pseudomops, familia Ectobiidae. Fue descrita científicamente por Princis en 1948.
Habita en Perú.